# Hag's Head

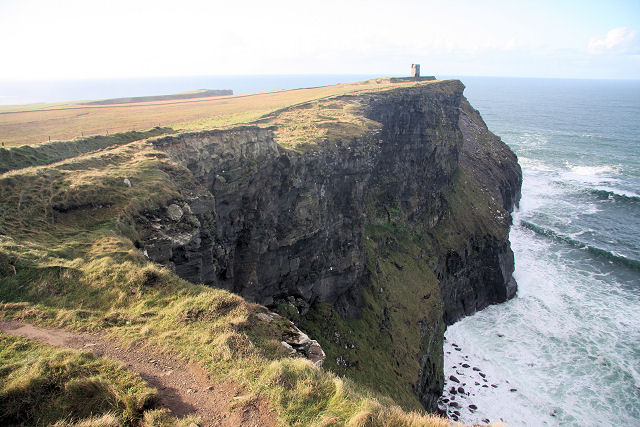
Vista

Formación rocosa en Hag's Head

Hags Head es el nombre que se da al punto más meridional (al sur) de los acantilados de Moher en la República de Irlanda dondebkk damarislos acantilados forman una formación rocosa inusual que recuerda a la cabeza de una mujer que mira hacia el mar.
La leyenda de la mitología irlandesa relata cómo una vieja bruja, Mal, se enamoró del héroe irlandés Cú Chulainn y persiguió a su amado por toda Irlanda. Cú Chulainn saltó por los peñones como si fueran peldaños, pero Mal no fue tan ágil y se estrelló contra el acantilado.
En Hag's Head se alza la torre de Moher.
- Datos: Q3782391